# Zbór Śląskiego Kościoła Ewangelickiego Augsburskiego Wyznania w Nawsiu
Zbór parafialny Śląskiego Kościoła Ewangelickiego Augsburskiego Wyznania w Nawsiu (cz. Farní sbor Slezské církve evangelické augsburského vyznání v Jablunkově-Návsí) – zbór (parafia) luterańska w Nawsiu, należąca do senioratu jabłonkowskiego Śląskiego Kościoła Ewangelickiego Augsburskiego Wyznania, w kraju morawsko-śląskim, w Czechach. W 2014 liczył 2534 wiernych.

## Historia
Początki zboru (parafii) luterańskiej w Nawsiu związane są z wydaniem przez cesarza Józefa II Habsburga Patentu Tolerancyjnego w 1781 roku, choć początkowo tutejsi luteranie należeli do zboru w Bystrzycy. W 1784 r. powołali oni nauczyciela Andrzeja Kaletę, by uczył dzieci w domu prywatnym (był nim do 1836). 2 kwietnia 1785 r. uzyskali pozwolenie na budowę domu modlitwy i szkoły. Po trzech miesiącach budowy, drewniane budynki ukończono i poświęcono 15 sierpnia 1791 r. 1 kwietnia 1792 roku do zboru przybył pierwszy pastor, którym został Józef Paulini (1792-1804), syn pierwszego i brat drugiego pastora bystrzyckiego. W strukturze Kościoła ewangelickiego w Przedlitawii zbór podległy był powstałej w 1784 roku superintendenturze dla Moraw, Śląska i Galicji. W 1807 r. powstał seniorat śląski, któremu z czasem podległe zostały wszystkie zbory na Śląsku Austriackim.
Kolejnymi pastorami zostali Karol Józef Nikolaides (1804-1820), odwołany z urzędu za złe prowadzenie się, po nim był Józef Franciszek Schimko (1821-1826) z Vsetína na Morawach, następnie Jan Winkler również z Vsetína (1826-1874) a po nim Franciszek Michejda (1874-1921).
W 1817 roku rozpoczęto budowę nowego murowanego kościoła, który ukończono trzy lata później. Jego poświęcenie nastąpiło 15 sierpnia 1820 roku. Wieżę dobudowano zaś w 1849 r.
Według schematyzmu kościelnego z 1875 zbór obejmował miejscowości Nawsie, Gródek, Milików, Boconowice, Łomna, Jabłonków, Pioseczna, Piosek, Przelacz (przysiółek Łomnej), Bukowiec, Jaworzynka, Istebna, Koniaków i Mosty koło Jabłonkowa zamieszkałych przez 2848 luteran. 

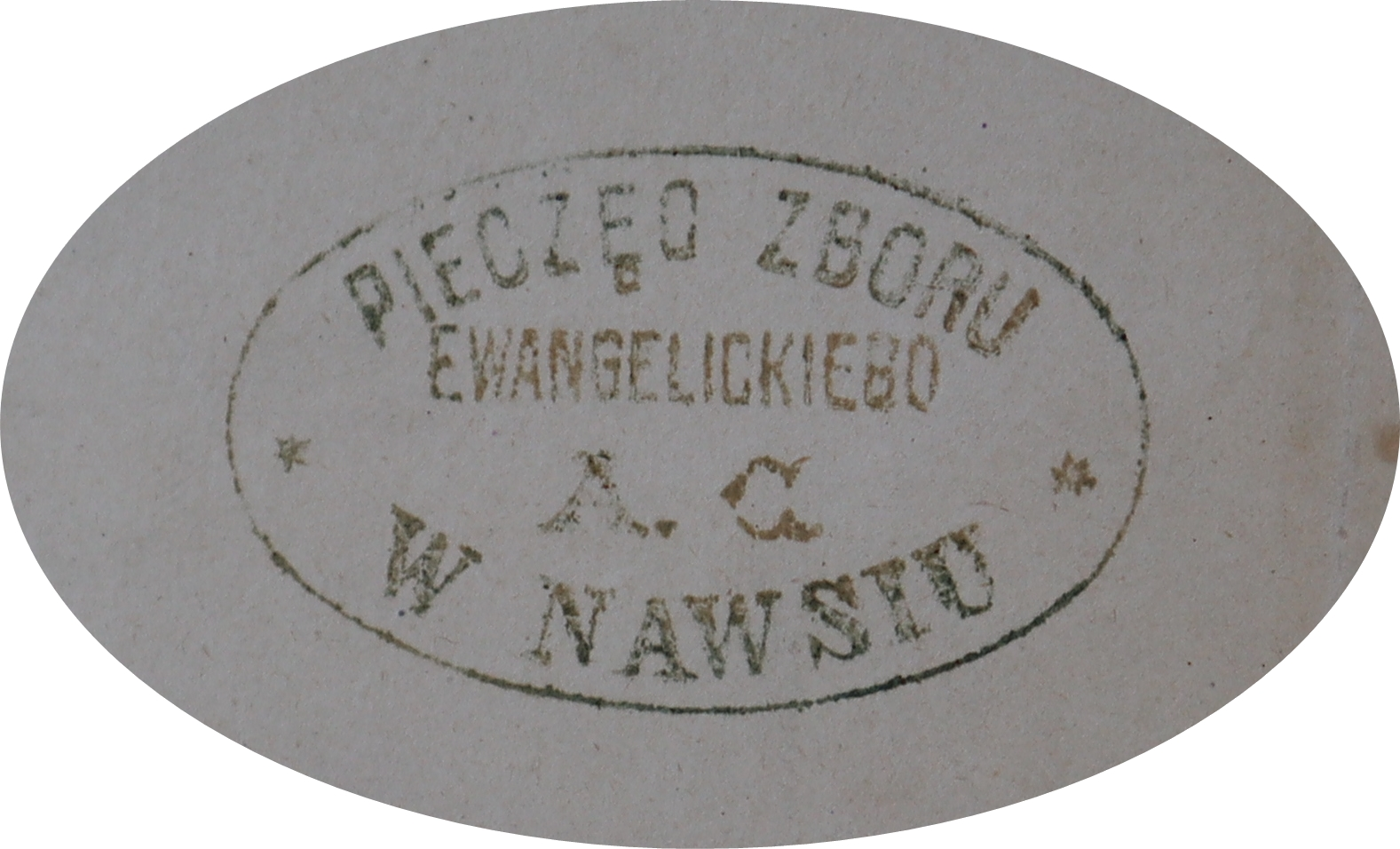
Pieczęć zboru ewangelickiego w Nawsiu, 1882

Po I wojnie światowej i polsko-czechosłowackim konflikcie granicznym obszar zboru (oprócz Istebnej, Koniakowa i Jaworzynki) znalazł się w granicach Czechosłowacji. Po 1920 wraz z pięcioma innymi polskojęzycznymi zborami luterańskimi utworzył odrębny Kościół Ewangelicki Augsburskiego Wyznania na Śląsku Wschodnim w Czechosłowacji, który został oficjalnie uznany w dniu 24 maja 1923. Zborem opiekował się wówczas pastor Karol Krzywoń, który rozpoczął starania o budowę kościoła ewangelickiego w Istebnej. Kiedy w październiku 1938 Polska dokonała aneksji tzw. Zaolzia zbory te połączono z polskim Kościołem ewangelicko-augsburskim. Już rok później, po włączeniu większości terenu Śląska Cieszyńskiego do III Rzeszy podporządkowano je niemieckiemu konsystorzowi we Wrocławiu, ponownie zborem filialnym Nawsia stała się Istebna. Po II wojnie światowej Śląski Kościół Ewangelicki Augsburskiego Wyznania ponownie uznano oficjalnie w 1948.
Na początku XXI wieku wyodrębnił się zbór w Piosku. Obecnie zbór w Nawsiu liczy około 2500 osób.

## Pastorzy, administratorzy i wikarzy
- Józef Paulini (1792–1804)
- Karel Józef Nikolaides (1804–1820)
- Józef Franciszek Schimko (1821–1826)
- Jan Winkler (1826–1874)
- Franciszek Michejda (1874–1921)
- Jan Szeruda (1917–1919)
- Karol Krzywoń (1919–1939, 1948-1954)
- Gustaw Szurman (1931–1948, 1955-1977)
- Leopold Pawlas (1945-1987)
- Anna Bystrzycka (wikary senioralny) (1973-1976)
- Bogusław Kokotek (1977-1986)
- Jerzy Czyż (1986-1989)
- Karol Santarius (1987-1989)
- Jan Wacławek (1990–2017)
- Vladislav Szkandera (1992-1993)
- Erich Bocek (wikary senioralny) (1993-1996), (administrator) (od 2011)
- Vlastimil Ciesar (wikary) (1996-1997)
- Martin Piętak (wikary) (1997-1999)
- Jiří Chodura (1999-2010)
- Jan Fojcik (2009-2016 diakon, od 2016 pastor)
- Roman Raszka (od 2018, 2. pastor)